# Bartonella rochalimae
Bartonella rochalimae ist eine gramnegative Bakterienart aus der Familie der Bartonellaceae. Sie wurde im Juni 2007 an der University of California, San Francisco (UCSF), am Massachusetts General Hospital und den Centers for Disease Control and Prevention in den USA isoliert.
Bartonella rochalimae ist eng mit Bartonella quintana und Bartonella henselae verwandt. Die Bezeichnung Bartonella rochalimae leitet sich vom brasilianischen Forscher Henrique da Rocha Lima ab. Die Aufnahme der Bakterienart als gültig publizierter Name erfolgte 2012.